# ما رینی
ما رینی (به انگلیسی: Ma Rainey) (زادهٔ ۲۶ آوریل ۱۸۸۶ - درگذشتهٔ ۲۲ دسامبر ۱۹۳۹) یکی از اولین خوانندگان حرفه‌ای شناخته‌شدهٔ موسیقی بلوز در ایالات متحده بود. او هم‌چنین یکی از اولین خوانندگان این سبک است که اثر ضبط شده‌ای از او موجود است.
رینی خوانندگی را حدود ۲۰ سال پیش از آن‌که اولین اثرش را در سال ۱۹۲۳ در استودیو پارامونت ضبط کند آغاز کرده‌بود. از رینی با لقب «مادر موسیقی بلوز» یاد می‌کنند. او هم‌چنین به‌خاطر توسعه و معرفی سبک بلوز و تاثیرش بر هنرمندان زن بعد از خود -مانند بسی اسمیت- مورد توجه بوده‌است.
رینی در سال‌های پایانی زندگی‌اش به زادگاه‌اش بازگشت و در سال ۱۹۳۹ بر اثر سکتهٔ قلبی درگذشت. او در سال ۱۹۸۳ به عضویت تالار مشاهیر موسیقی بلوز درآمد و در سال ۱۹۹۰ به‌عنوان عضو جدید تالار مشاهیر راک اند رول معرفی شد.